# 唐山地震遗址纪念公园
唐山地震遗址纪念公园位于河北省唐山市路南区岳各路19号，是为纪念1976年7月28日3时42分发生的唐山大地震，在唐山机车车辆厂铸钢车间地震遗址处兴建的公园。公园内有唐山大地震罹难者纪念墙。

## 简介
公园于2008年4月开始兴建，2008年7月初步建成开放，占地面积40万平方米。分为地震遗址区、纪念水区、纪念林区、纪念广场等区域，有唐山大地震罹难者纪念墙、中国·唐山地震博物馆等建筑物。

## 地震罹难者纪念墙

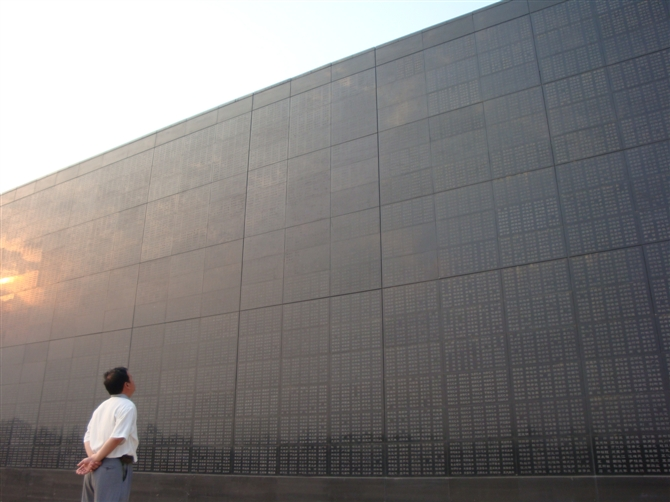
地震罹难者纪念墙

唐山大地震罹难者纪念墙共有5组13面墙体，所有墙体一字排开。每面墙高7.28米，代表地震发生的日期7月28日。墙上镌刻着24万地震罹难者姓名。纪念墙南侧前方为3万平方米的纪念水池，距离墙体19.76米，代表地震发生的1976年。纪念墙北侧为占地14万平方米的纪念林。

### 雕刻者介紹
孟慶江，男，1968年8月生，字文江，號覺初，大夢覺初，墨企，別署：得香齋主人。河北省唐山市人，為一書法家、篆刻家、文字雕刻家。擅長行書及大型文字雕刻。書法初學顏真卿、歐陽詢、趙孟頫、黃道周、張瑞圖等，後研習篆書、隸書、簡書、魏碑。行書從米芾出，逐漸形成自己的風格。並能左右雙手書寫。書法及篆刻作品散見於報紙刊物，雕刻作品廣泛分布於唐山市市區及各縣景區，企事業單位、酒店等。曾任中國榜書書法家協會北京分會理事唐山分會副主席，中國海峽兩岸書畫家協會會員，河北省書法家協會會員，河北省刻字委員會委員，河北省書法考級中心豐潤區工作站站長。

### 争议
在地震遗址纪念公园建设前的2004—2006年间，曾有河北华盈实业集团与下属南湖地震科普纪念园有限公司在唐山南湖西北侧修建纪念园与纪念墙。至2006年，纪念墙已修建成了三面，共计划建9面，每面墙正反两面共能容纳28,800位死难者姓名。为槽钢空心结构，外表为黑色花岗岩所覆盖。每面墙高7.6米，厚3.42米，长200米，纪念墙前面的青铜鼎高7.28米，寓意为“1976年7月28日3时42分”。墙上刻有遇难者的生辰、出资者的姓名及与死者的关系。在纪念墙雕刻一个地震遇难者姓名正面一千元，背面八百元。这种商业行为，引起争议和质疑。有认为这是“为了金钱的纪念”，政府部门应纠偏、规范，甚至叫停。
也有评论认为，唐山“需要一座刻满死难者姓名的纪念碑”，而“建设唐山的地震纪念墙，是政府义不容辞的责任。”
2006年，唐山市规划局认定该纪念墙为违章建筑，并下达拆除决定书。之后2008年起在南湖东北侧新址修建了现在的纪念墙与纪念公园。纪念墙的名单统一部署，并提供查询。

## 地震遗址
公园西部有唐山机车车辆厂地震遗址，是全国重点文物保护单位。

## 地震博物馆

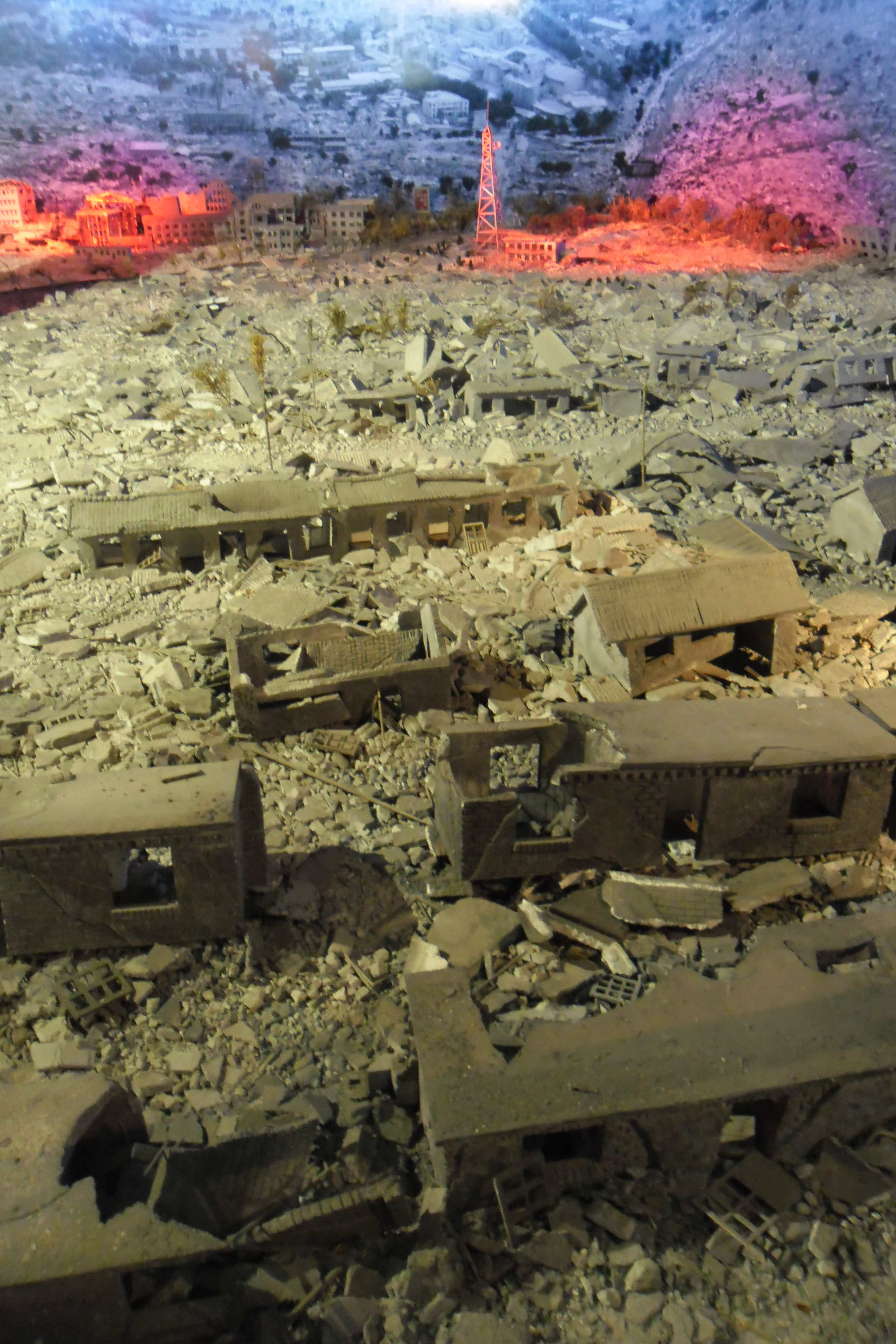
唐山地震博物馆展出的震后灾情沙盘

中国·唐山地震博物馆在纪念墙西侧，分为纪念展馆和科普展馆。纪念展馆位于地下一层，主要介绍地震发生的过程与造成的影响、震后救灾与重建的历史。
科普展馆地上、地下各一层，分为序厅、地震科学展厅、地震活动观测展厅、地震灾害防御展厅、地震紧急救援展厅、4D动感影院、地震模拟环幕立体影院、防灾体验教室等。讲解地震原理，介绍古今中外地震现象。